# Oktogon (Metró Budapest)
Oktogon (früher: November 7. tér) ist eine 1896 eröffnete Station der Linie 1 (Földalatti) der Metró Budapest und liegt zwischen den Stationen Opera und Vörösmarty utca.
Die Station befindet sich am gleichnamigen Platz (Oktogon tér) im VI. Budapester Bezirk.

## Galerie

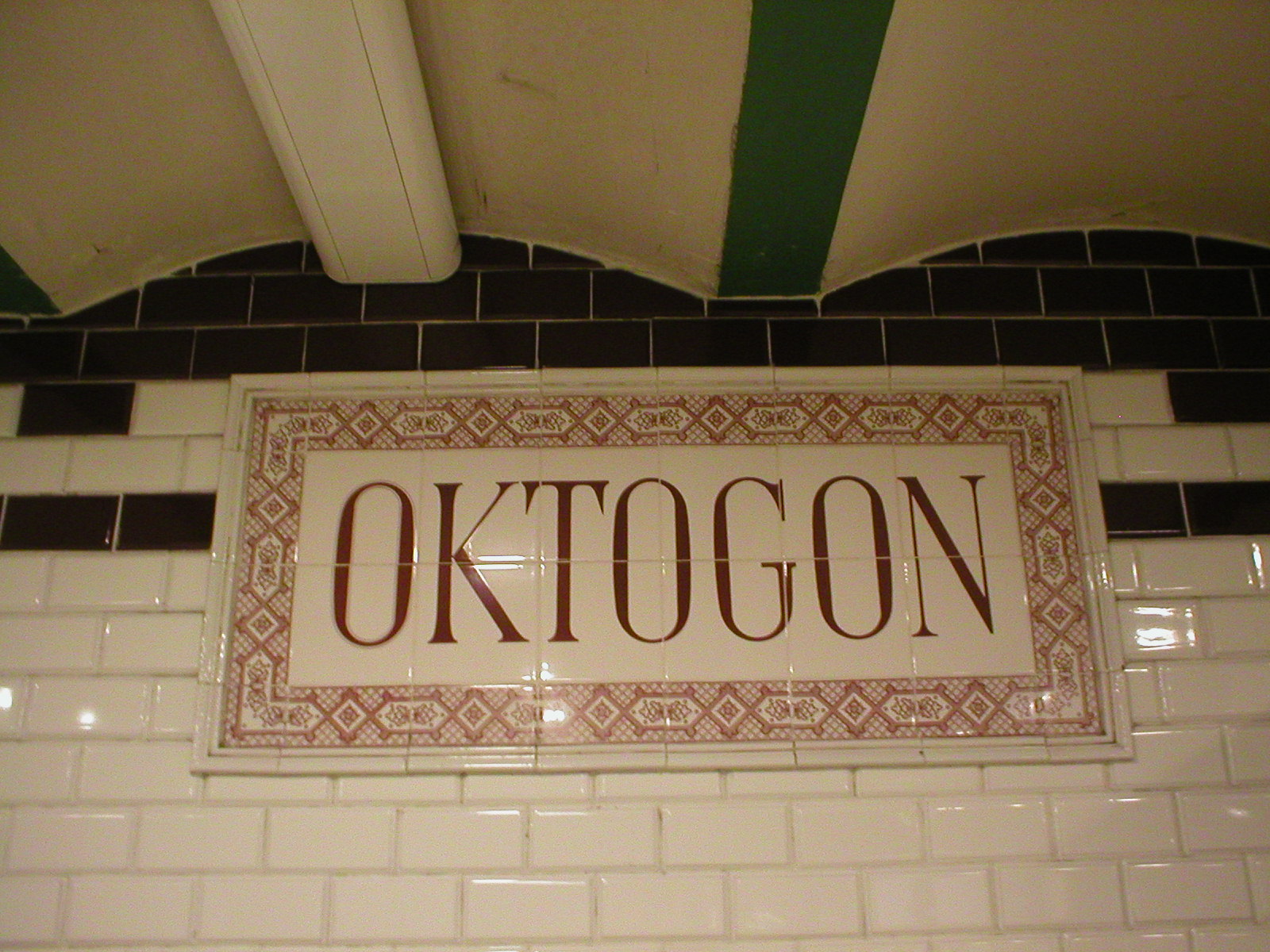
Stationsschild
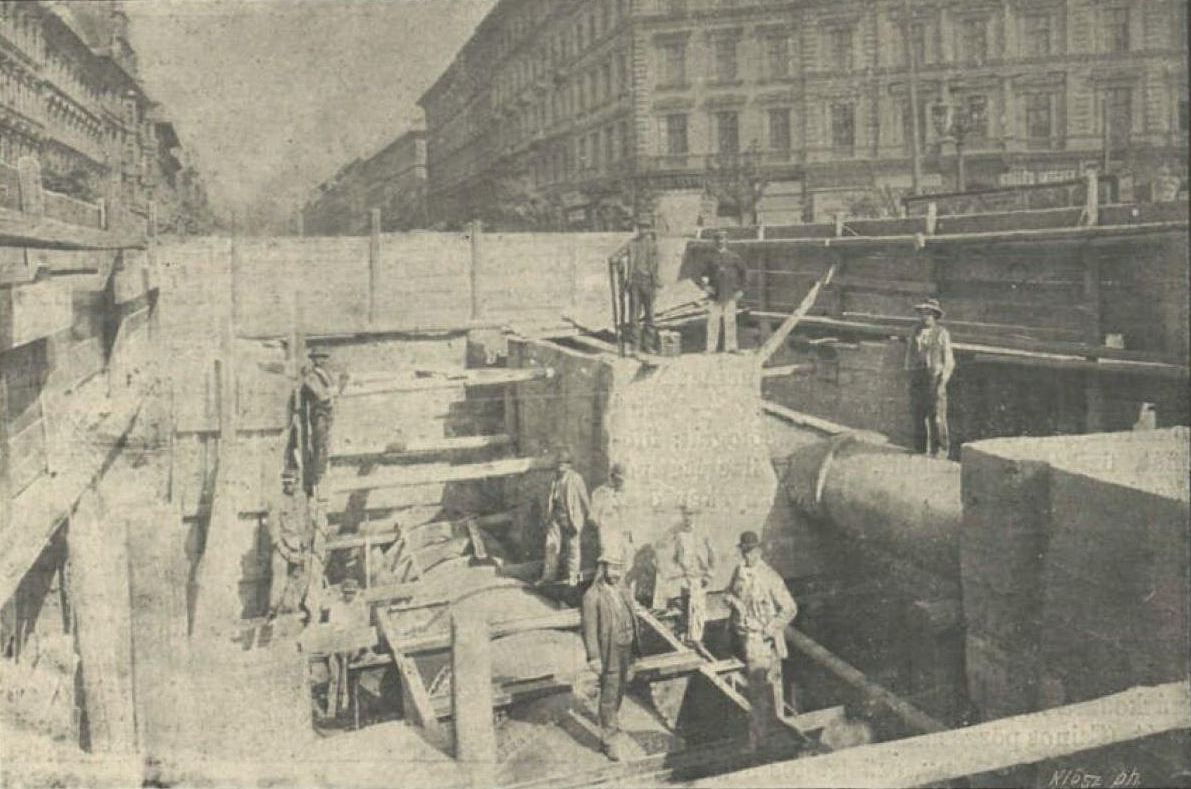
Bauarbeiten an der Station 1896.